# Ihor Plastoen
Ihor Plastoen (Kiev, 20 augustus 1990) is een Oekraïens voetballer die doorgaans als verdediger speelt. Hij komt momenteel uit voor PFK Ludogorets.

## Carrière
Plastoen debuteerde in het seizoen 2008/09 bij de Oekraïense club FK Obolon en promoveerde na dat seizoen naar de Oekraïense eerste klasse. Na vier seizoenen bij Obolon verkaste hij naar een andere Oekraïense eersteklasser, Karpaty Lviv, waar hij eveneens vier seizoenen zou blijven. In 2016 stapte de verdediger over naar het Bulgaarse PFK Ludogorets, waarmee hij twee seizoenen op rij Bulgaars landskampioen werd. In juni 2018 ondertekende Plastoen een contract voor vier seizoenen bij KAA Gent.
In zijn eerste seizoen bij de Buffalo's kwam Plastoen in totaal in 26 wedstrijden in actie. In het seizoen 2019/20 maakte Plastoen de gelijkmaker in de terugwedstrijd van de play-offronde van de Europa League tegen HNK Rijeka (eindstand 1–1), waarmee hij de kwalificatie voor de groepsfase voor Gent veilig stelde.

### Spelersstatistieken
| Seizoen         | Club            | Land               | Competitie         | Competitie | Competitie | Beker | Beker | Supercup | Supercup | Internationaal | Internationaal | Totaal | Totaal |
| Seizoen         | Club            | Land               | Competitie         | Wed.       | Dlp.       | Wed.  | Dlp.  | Wed.     | Dlp.     | Wed.           | Dlp.           | Wed.   | Dlp.   |
| --------------- | --------------- | ------------------ | ------------------ | ---------- | ---------- | ----- | ----- | -------- | -------- | -------------- | -------------- | ------ | ------ |
| 2008/09         | FK Obolon       | Vlag van Oekraïne  | Persja Liha        | 3          | 0          | 0     | 0     | 0        | 0        | 0              | 0              | 3      | 0      |
| 2009/10         | FK Obolon       | Vlag van Oekraïne  | Premjer Liha       | 2          | 0          | 1     | 0     | 0        | 0        | 0              | 0              | 3      | 0      |
| 2010/11         | FK Obolon       | Vlag van Oekraïne  | Premjer Liha       | 28         | 1          | 0     | 0     | 0        | 0        | 0              | 0              | 28     | 1      |
| 2011/12         | FK Obolon       | Vlag van Oekraïne  | Premjer Liha       | 27         | 2          | 0     | 0     | 0        | 0        | 0              | 0              | 27     | 2      |
| 2012/13         | Karpaty Lviv    | Vlag van Oekraïne  | Premjer Liha       | 25         | 1          | 3     | 0     | 0        | 0        | 0              | 0              | 28     | 1      |
| 2013/14         | Karpaty Lviv    | Vlag van Oekraïne  | Premjer Liha       | 22         | 0          | 1     | 0     | 0        | 0        | 0              | 0              | 23     | 0      |
| 2014/15         | Karpaty Lviv    | Vlag van Oekraïne  | Premjer Liha       | 21         | 2          | 3     | 0     | 0        | 0        | 0              | 0              | 24     | 2      |
| 2015/16         | Karpaty Lviv    | Vlag van Oekraïne  | Premjer Liha       | 25         | 1          | 1     | 0     | 0        | 0        | 0              | 0              | 26     | 1      |
| 2016/17         | PFK Ludogorets  | Vlag van Bulgarije | Parva Liga         | 21         | 2          | 2     | 0     | 0        | 0        | 8              | 0              | 31     | 2      |
| 2017/18         | PFK Ludogorets  | Vlag van Bulgarije | Parva Liga         | 29         | 2          | 1     | 0     | 1        | 0        | 13             | 0              | 44     | 2      |
| 2018/19         | KAA Gent        | Vlag van België    | Jupiler Pro League | 19         | 0          | 3     | 0     | 0        | 0        | 4              | 0              | 26     | 0      |
| 2019/20         | KAA Gent        | Vlag van België    | Jupiler Pro League | 28         | 1          | 1     | 0     | 0        | 0        | 14             | 1              | 43     | 2      |
| 2020/21         | KAA Gent        | Vlag van België    | Jupiler Pro League | 1          | 1          | 0     | 0     | 0        | 0        | 0              | 0              | 1      | 1      |
| Carrière totaal | Carrière totaal | Carrière totaal    | Carrière totaal    | 251        | 13         | 16    | 0     | 1        | 0        | 39             | 1              | 307    | 14     |

Bijgewerkt t.e.m. 9 augustus 2020.